# Готье Канцлер

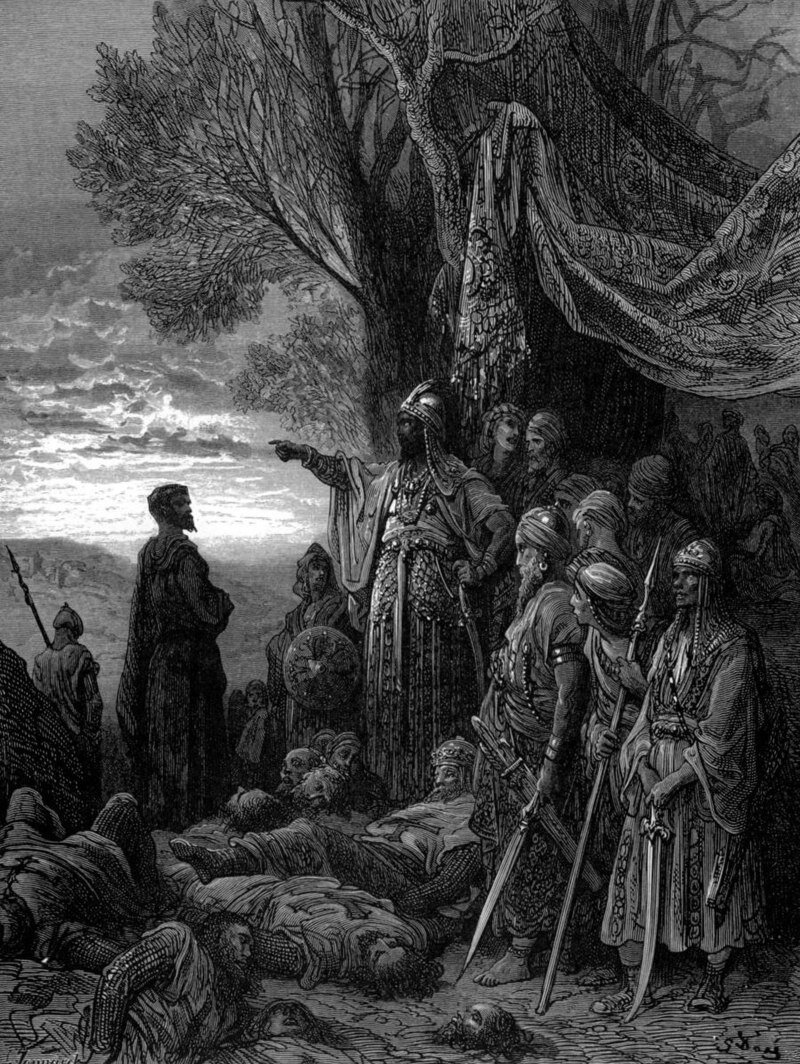
Гравюра Гюстава Доре «Иль-Гази дарует Готье Канцлеру жизнь, чтобы он предостерег других.»

Уолтер Канцлер (также известный как Готье Канцлер от Galterius cancellarius) — французский или нормандский крестоносец и хронист XII века.
Занимал пост канцлера Антиохийского княжества. Автор хроники «Bella Antiochena» («Антиохийские войны») об истории княжества с 1114 по 1122 год, во время правления Роджера Салернского. Присутствовал в битве при Агер-Сангвинисе в 1119 году, в которой Роджер был разбит войском сельджуков под командованием Иль-Гази, а Уолтер, вероятно, был на короткое время взят в плен в Алеппо. Больше о нем ничего не известно. Даже место его происхождения неизвестно, как отмечается в редакционном предисловии к журналу Recueil des Historiens des Croisades. Некоторые авторы на основании галлицизмов в его латыни утверждают, что он французского происхождения.
Хроника «Bella Antiochena» написана в двух частях: первая — до битвы в 1119 году, а вторая, вероятно, около 1122 года или поэтапно с 1119 по 1122 год. Работа была опубликована в «Patrologia Latina» Жака Поля Миня в 1853 году, в «Recueil des Historiens des Croisades» в 1895 году и Х. Хагенмейером в 1896 году. Уолтер использовался в качестве источника позднейшим летописцем XII века Вильгельмом Тирским.